# Mark Woodforde
Mark Raymond Woodforde (Adelaida, 23 de septiembre de 1965) es un extenista profesional. En los Juegos Olímpicos de Atlanta 1996 ganó la medalla de oro en dobles, y la de plata en Sídney 2000 en la misma categoría.
Woodforde se retiró en el año 2000, después de una final de la Copa Davis perdida contra España.

## Torneos de Grand Slam

### Campeón Dobles (12)
| Año  | Torneo               | Pareja          | Oponentes en la final          | Resultado             |
| 1989 | US Open              | John McEnroe    | Ken Flach Robert Seguso        | 3-6 6-8               |
| 1992 | Abierto de Australia | Todd Woodbridge | Kelly Jones Rick Leach         | 6-4 6-3 6-4           |
| 1993 | Wimbledon            | Todd Woodbridge | Grant Connell Patrick Galbrath | 7-5 6-3 7-6(4)        |
| 1994 | Wimbledon            | Todd Woodbridge | Grant Connell Patrick Galbrath | 7-6(3) 6-3 6-1        |
| 1995 | Wimbledon            | Todd Woodbridge | Rick Leach Scott Melville      | 7-5 7-6(8) 7-6(5)     |
| 1995 | US Open              | Todd Woodbridge | Alex O'Brien Sandon Stolle     | 6-3 6-3               |
| 1996 | Wimbledon            | Todd Woodbridge | Byron Black Grant Connell      | 4-6 6-1 6-3 6-2       |
| 1996 | US Open              | Todd Woodbridge | Jacco Eltingh Paul Haarhuis    | 4-6 7-6 7-6           |
| 1997 | Abierto de Australia | Todd Woodbridge | Sébastien Lareau Alex O'Brien  | 4-6 7-5 7-5 6-3       |
| 1997 | Wimbledon            | Todd Woodbridge | Jacco Eltingh Paul Haarhuis    | 7-6(4) 7-6(7) 5-7 6-3 |
| 2000 | Roland Garros        | Todd Woodbridge | Paul Haarhuis Sandon Stolle    | 7-6 6-4               |
| 2000 | Wimbledon            | Todd Woodbridge | Paul Haarhuis Sandon Stolle    | 6-3 6-4 6-1           |

### Finalista Dobles (4)
| Año  | Torneo               | Pareja          | Oponentes en la final           | Resultado               |
| 1994 | US Open              | Todd Woodbridge | Jacco Eltingh Paul Haarhuis     | 3-6 6-8                 |
| 1997 | Roland Garros        | Todd Woodbridge | Yevgeny Kafelnikov Daniel Vacek | 6-7(12) 6-4 3-6         |
| 1998 | Abierto de Australia | Todd Woodbridge | Jonas Björkman Jacco Eltingh    | 2-6 7-5 6-2 4-6 3-6     |
| 1998 | Wimbledon            | Todd Woodbridge | Jacco Eltingh Paul Haarhuis     | 6-2 4-6 6-7(3) 7-5 8-10 |

### Campeón Dobles Mixto (5)
| Año  | Torneo               | Pareja                  | Oponentes en la final                   | Resultado    |
| 1992 | Abierto de Australia | Nicole Provis           | Arantxa Sánchez Vicario Todd Woodbridge | 6-3 4-6 11-9 |
| 1992 | Roland Garros        | Arantxa Sánchez Vicario | Lori McNeil Bryan Shelton               | 6-2 6-3      |
| 1992 | US Open              | Nicole Provis           | Helena Suková Tom Nijssen               | 4-6 6-3 6-3  |
| 1993 | Wimbledon            | Martina Navratilova     | Tom Nijssen Manon Bollegraf             | 6-3 6-4      |
| 1996 | Abierto de Australia | Larisa Neiland          | Nicole Arendt Luke Jensen               | 4-6 7-5 6-0  |

## Títulos (71;4+67)

### Individuales (4)
| Leyenda                |
| Grand Slam (0)         |
| Tennis Masters Cup (0) |
| ATP Masters Series (0) |
| ATP Tour (4)           |

| N.º | Fecha                 | Torneo     | Superficie | Pareja        | Resultado       |
| --- | --------------------- | ---------- | ---------- | ------------- | --------------- |
| 1.  | 20 de enero de 1986   | Auckland   | Dura       | Bud Schultz   | 6-4 6-3 3-6 6-4 |
| 2.  | 4 de enero de 1988    | Adelaida   | Dura       | Wally Masur   | 6-2 6-4         |
| 3.  | 9 de enero de 1989    | Adelaida   | Dura       | Patrik Kühnen | 7-5 1-6 7-5     |
| 4.  | 22 de febrero de 1993 | Filadelfia | Moqueta    | Ivan Lendl    | 5-4 ab.         |

### Finalista en individuales (5)
- 1989: Brisbane (pierde ante Nicklas Kroon)
- 1992: Los Ángeles (pierde ante Richard Krajicek)
- 1992: Amberes (pierde ante Richard Krajicek)
- 1994: Los Ángeles (pierde ante Boris Becker)
- 1998: Singapur (pierde ante Marcelo Ríos)

### Dobles (67)
| Leyenda                 |
| Grand Slam (12)         |
| Tennis Masters Cup (2)  |
| ATP Masters Series (14) |
| Oro Olímpico (1)        |
| ATP Tour (38)           |

| N.º | Fecha                    | Torneo                              | Superficie    | Pareja                 | Oponentes en la final               | Resultado               |
| 1.  | 26 de septiembre de 1988 | Los Ángeles                         | Dura          | John McEnroe           | Libor Pimek Michiel Schapers        | 6-4, 6-4                |
| 2.  | 3 de octubre de 1988     | San Francisco                       | Moqueta       | John McEnroe           | Rick Leach Jim Pugh                 | 6-4, 7-6                |
| 3.  | 1 de mayo de 1989        | Montecarlo                          | Tierra batida | Tomáš Šmíd             | Paolo Canè Diego Nargiso            | 7-5, 6-1                |
| 4.  | 1 de mayo de 1989        | US Open, Nueva York                 | Dura          | John McEnroe           | Ken Flach Robert Seguso             | 7-5, 6-1                |
| 5.  | 18 de febrero de 1991    | Bruselas                            | Moqueta       | Todd Woodbridge        | Libor Pimek Michiel Schapers        | 6-3, 6-0                |
| 6.  | 11 de marzo de 1991      | Copenhague                          | Moqueta       | Todd Woodbridge        | Mansour Bahrami Andrei Olhovskiy    | 6-3, 6-1                |
| 7.  | 17 de junio de 1991      | Queen's Club, Londres               | Césped        | Todd Woodbridge        | Grant Connell Glenn Michibata       | 7-6, 6-4                |
| 8.  | 30 de septiembre de 1991 | Brisbane                            | Dura          | Todd Woodbridge        | John Fitzgerald Glenn Michibata     | 7-6, 6-3                |
| 9.  | 27 de enero de 1992      | Abierto de Australia, Melbourne     | Dura          | Todd Woodbridge        | Kelly Jones Rick Leach              | 6-4, 6-3, 6-4           |
| 10. | 17 de febrero de 1992    | Memphis                             | Dura          | Todd Woodbridge        | Kevin Curren Gary Muller            | 7-6, 6-1                |
| 11. | 24 de febrero de 1992    | Filadelfia                          | Moqueta       | Todd Woodbridge        | Jim Grabb Richey Reneberg           | 7-5, 1-0, ret.          |
| 12. | 6 de abril de 1992       | Singapur                            | Dura          | Todd Woodbridge        | Grant Connell Glenn Michibata       | 6-7, 6-2, 6-4           |
| 13. | 17 de agosto de 1992     | Cincinnati                          | Dura          | Todd Woodbridge        | Patrick McEnroe Jonathan Stark      | 7-6, 6-4                |
| 14. | 19 de octubre de 1992    | Tokio                               | Dura          | Todd Woodbridge        | Jim Grabb Richey Reneberg           | 7-6, 7-6                |
| 15. | 2 de noviembre de 1992   | Estocolmo                           | Moqueta       | Todd Woodbridge        | Steve DeVries David Macpherson      | 6-4, 6-4                |
| 16. | 29 de noviembre de 1992  | Doubles Championships Johannesburgo | Dura          | Todd Woodbridge        | John Fitzgerald Anders Järryd       | 6-2, 7-6, 5-7, 3-6, 6-3 |
| 17. | 11 de enero de 1993      | Adelaida                            | Dura          | Todd Woodbridge        | John Fitzgerald Laurie Warder       | 6-4, 7-5                |
| 18. | 15 de febrero de 1993    | Memphis                             | Dura          | Todd Woodbridge        | Jacco Eltingh Paul Haarhuis         | 6-4, 4-6, 6-3           |
| 19. | 14 de junio de 1993      | Queen's Club                        | Césped        | Todd Woodbridge        | Neil Broad Gary Muller              | 6-4, 6-7, 6-3           |
| 20. | 5 de julio de 1993       | Wimbledon, Londres                  | Césped        | Todd Woodbridge        | Grant Connell Patrick Galbraith     | 7-6, 6-3, 7-6           |
| 21. | 1 de noviembre de 1993   | Estocolmo                           | Moqueta       | Todd Woodbridge        | Gary Muller Danie Visser            | 7-6, 5-7, 7-6           |
| 22. | 7 de febrero de 1994     | Dubái                               | Dura          | Todd Woodbridge        | Darren Cahill John Fitzgerald       | 6-7, 6-4, 6-2           |
| 23. | 18 de abril de 1994      | Niza                                | Tierra batida | Javier Sánchez Vicario | Hendrik Jan Davids Piet Norval      | 7-5, 6-3                |
| 24. | 9 de mayo de 1994        | Pinehurst                           | Tierra batida | Todd Woodbridge        | Jared Palmer Richey Reneberg        | 6-2, 3-6, 6-3           |
| 25. | 4 de julio de 1994       | Wimbledon, Londres                  | Césped        | Todd Woodbridge        | Grant Connell Patrick Galbraith     | 7-6, 6-3, 6-1           |
| 26. | 8 de agosto de 1994      | Los Ángeles                         | Dura          | John Fitzgerald        | Scott Davis Brian MacPhie           | 4-6, 6-2, 6-0           |
| 27. | 22 de agosto de 1994     | Indianápolis                        | Dura          | Todd Woodbridge        | Jim Grabb Richey Reneberg           | 6-4, 6-2                |
| 28. | 31 de octubre de 1994    | Estocolmo                           | Moqueta       | Todd Woodbridge        | Jan Apell Jonas Björkman            | 6-4, 4-6, 6-3           |
| 29. | 16 de enero de 1995      | Sydney Outdoor                      | Dura          | Todd Woodbridge        | Trevor Kronemann David Macpherson   | 7-6, 6-4                |
| 30. | 27 de marzo de 1995      | Miami                               | Dura          | Todd Woodbridge        | Jim Grabb Patrick McEnroe           | 6-4, 3-6, 7-6           |
| 31. | 15 de mayo de 1995       | Pinehurst                           | Tierra batida | Todd Woodbridge        | Alex O'Brien Sandon Stolle          | 6-2, 6-4                |
| 32  | 22 de mayo de 1995       | Coral Springs                       | Tierra batida | Todd Woodbridge        | Sergio Casal Emilio Sánchez Vicario | 6-3, 6-1                |
| 33. | 10 de julio de 1995      | Wimbledon, Londres                  | Césped        | Todd Woodbridge        | Rick Leach Scott Melville           | 7-5, 7-6, 7-6           |
| 34. | 14 de agosto de 1995     | Cincinnati                          | Dura          | Todd Woodbridge        | Mark Knowles Daniel Nestor          | 6-4, 6-4                |
| 35. | 11 de septiembre de 1995 | US Open, Nueva York                 | Dura          | Todd Woodbridge        | Alex O'Brien Sandon Stolle          | 6-3, 6-3                |
| 36. | 8 de enero de 1996       | Adelaida                            | Dura          | Todd Woodbridge        | Jonas Björkman Tommy Ho             | 7-5, 7-6                |
| 37. | 4 de marzo de 1996       | Filadelfia                          | Moqueta       | Todd Woodbridge        | Byron Black Grant Connell           | 7-6, 6-2                |
| 38. | 18 de marzo de 1996      | Indian Wells                        | Dura          | Todd Woodbridge        | Brian MacPhie Michael Tebbutt       | 6-3, 6-4                |
| 39. | 1 de abril de 1996       | Miami                               | Dura          | Todd Woodbridge        | Ellis Ferreira Patrick Galbraith    | 6-3, 6-7, 7-6           |
| 40. | 22 de abril de 1996      | Tokio                               | Dura          | Todd Woodbridge        | Mark Knowles Rick Leach             | 6-1, 7-6                |
| 41. | 20 de mayo de 1996       | Coral Springs                       | Tierra batida | Todd Woodbridge        | Ivan Baron Brett Hansen-Dent        | 6-3, 6-3                |
| 42. | 17 de junio de 1996      | Queen's Club, Londres               | Césped        | Todd Woodbridge        | Sébastien Lareau Alex O'Brien       | 6-2, 6-7, 6-3           |
| 43. | 8 de julio de 1996       | Wimbledon, Londres                  | Césped        | Todd Woodbridge        | Byron Black Grant Connell           | 4-6, 6-1, 6-3, 6-2      |
| 44. | 29 de julio de 1996      | Juegos Olímpicos de Atlanta         | Dura          | Todd Woodbridge        | Neil Broad Tim Henman               | 6-4, 6-4, 6-2           |
| 45. | 9 de septiembre de 1996  | US Open, Nueva York                 | Dura          | Todd Woodbridge        | Jacco Eltingh Paul Haarhuis         | 4-6, 7-6, 7-6           |
| 46. | 7 de octubre de 1996     | Singapur                            | Moqueta       | Todd Woodbridge        | Martin Damm Andrei Olhovskiy        | 7-6, 7-6                |
| 47. | 17 de noviembre de 1996  | Hartford Doubles Championships      | Moqueta       | Todd Woodbridge        | Sébastien Lareau Alex O'Brien       | 6-4, 5-7, 6-2, 7-6      |
| 48. | 27 de enero de 1997      | Abierto de Australia, Melbourne     | Dura          | Todd Woodbridge        | Sébastien Lareau Alex O'Brien       | 4-6, 7-5, 7-5, 6-3      |
| 49. | 31 de marzo de 1997      | Miami                               | Dura          | Todd Woodbridge        | Mark Knowles Daniel Nestor          | 6-4, 3-6, 6-3           |
| 50. | 7 de julio de 1997       | Wimbledon, Londres                  | Césped        | Todd Woodbridge        | Jacco Eltingh Paul Haarhuis         | 7-6, 7-6, 5-7, 6-3      |
| 51. | 11 de agosto de 1997     | Cincinnati                          | Dura          | Todd Woodbridge        | Mark Philippoussis Patrick Rafter   | 6-4, 6-2                |
| 52. | 27 de octubre de 1997    | Stuttgart Indoor                    | Moqueta       | Todd Woodbridge        | Rick Leach Jonathan Stark           | 7-6, 7-6                |
| 53. | 19 de enero de 1998      | Sydney Outdoor                      | Dura          | Todd Woodbridge        | Jacco Eltingh Daniel Nestor         | 6-3, 7-5                |
| 54. | 16 de febrero de 1998    | San José                            | Dura          | Todd Woodbridge        | Nelson Aerts André Sá               | 6-1, 7-5                |
| 55. | 23 de febrero de 1998    | Memphis                             | Dura          | Todd Woodbridge        | Ellis Ferreira David Roditi         | 6-4, 6-2                |
| 56. | 4 de mayo de 1998        | Múnich                              | Tierra batida | Todd Woodbridge        | Joshua Eagle Andrew Florent         | 6-0, 6-3                |
| 57. | 19 de octubre de 1998    | Singapur                            | Moqueta       | Todd Woodbridge        | Mahesh Bhupathi Leander Paes        | 6-2, 6-3                |
| 58. | 15 de febrero de 1999    | San José                            | Dura          | Todd Woodbridge        | Aleksandar Kitinov Nenad Zimonjić   | 7-5, 6-7, 6-4           |
| 59. | 22 de febrero de 1999    | Memphis                             | Dura          | Todd Woodbridge        | Sébastien Lareau Alex O'Brien       | 6-4, 7-5                |
| 60. | 10 de enero de 2000      | Adelaida                            | Dura          | Todd Woodbridge        | Lleyton Hewitt Sandon Stolle        | 6-4, 6-2                |
| 61. | 17 de enero de 2000      | Sydney                              | Dura          | Todd Woodbridge        | Lleyton Hewitt Sandon Stolle        | 7-5, 6-4                |
| 62. | 3 de abril de 2000       | Miami                               | Dura          | Todd Woodbridge        | Martin Damm Dominik Hrbatý          | 6-4, 6-1                |
| 63. | 22 de mayo de 2000       | Hamburgo                            | Tierra batida | Todd Woodbridge        | Wayne Arthurs Sandon Stolle         | 6-7, 6-4, 6-3           |
| 64. | 12 de junio de 2000      | Roland Garros, París                | Tierra batida | Todd Woodbridge        | Paul Haarhuis Sandon Stolle         | 7-6, 6-4                |
| 65. | 19 de junio de 2000      | Queen's Club, Londres               | Césped        | Todd Woodbridge        | Jonathan Stark Eric Taino           | 7-6, 6-4                |
| 66. | 10 de julio de 2000      | Wimbledon, Londres                  | Césped        | Todd Woodbridge        | Paul Haarhuis Sandon Stolle         | 6-3, 6-4, 6-1           |
| 67. | 14 de agosto de 2000     | Cincinnati                          | Dura          | Todd Woodbridge        | Ellis Ferreira Rick Leach           | 7-6, 6-4                |

### Finalista en dobles (torneos destacados)
- 1993: Johannesburgo Doubles Championships (junto a Todd Woodbridge, pierden ante Jacco Eltingh y Paul Haarhuis)
- 1994: US Open
- 1994: Yakarta Doubles Championships (junto a Todd Woodbridge pierden ante Jan Apell y Jonas Björkman)
- 1997: Roland Garros
- 1998: Abierto de Australia
- 1998: Masters de Montecarlo (junto a Todd Woodbridge pierden ante Jacco Eltingh y Paul Haarhuis)
- 1998: Wimbledon
- 1999: Masters de Cincinnati (junto a Todd Woodbridge pierden ante Byron Black y Jonas Björkman)
- 2000: Juegos Olímpicos de Sídney 2000 (junto a Todd Woodbridge pierden ante Sébastien Lareau y Daniel Nestor)

- Datos: Q360630
- Multimedia: Mark Woodforde / Q360630